# Joseph Augustine Di Noia
Joseph Augustine Di Noia OP (ur. 10 lipca 1943 w Nowym Jorku) – amerykański duchowny katolicki, arcybiskup, sekretarz pomocniczy Kongregacji Nauki Wiary w latach 2013–2023, dominikanin.

## Życiorys
4 czerwca 1970 otrzymał święcenia kapłańskie w zakonie dominikanów. Pracował przede wszystkim w Dominican House of the Studies w Waszyngtonie. Doktorat uzyskał na Uniwersytecie Yale w 1980; w 1998 otrzymał tytuł mistrza świętej teologii. W latach 1997–2002 był członkiem Międzynarodowej Komisji Teologicznej.
4 kwietnia 2002 papież Jan Paweł II mianował go podsekretarzem w Kongregacji Nauki Wiary.
16 czerwca 2009 został mianowany przez Benedykta XVI sekretarzem Kongregacji ds. Kultu Bożego i Dyscypliny Sakramentów oraz arcybiskupem tytularnym Oregon City. Sakry biskupiej 11 lipca 2009 udzielił mu kardynał William Levada.
26 czerwca 2012 papież Benedykt XVI mianował go wiceprzewodniczącym Papieskiej Komisji Ecclesia Dei.
21 września 2013 papież Franciszek mianował go sekretarzem pomocniczym Kongregacji Nauki Wiary.